# 伊農戈
伊農戈是剛果民主共和國的城市，也是馬伊恩東貝省的首府，位於該國西部馬伊恩東貝湖，市內有機場設施，是製造橡膠的中心，2010年人口估計約46,657。